# Nicholas John Barrington
Sir Nicholas John Barrington FRSA, CVO (1975), CMG (1982) (* 23. Juli 1934; † 14. Dezember 2016) war ein britischer Diplomat.

## Leben
Nicholas John Barrington ist der Sohn von Eric A. Barrington.
Er studierte am Repton Clare College, Cambridge Master.
Nicholas John Barrington wurde vom 4. September 1952 bis zum 27. September 1854 in der britischen Armee eingesetzt.
Er trat am 26. August 1957 in den auswärtigen Dienst.
Im Juli 1958 wurde er nach Teheran gesandt.
Von 1959 bis 1961 wurde er in Kabul Botschaftssekretär dritter Klasse.
von 1961 bis 1963 wurde er im Foreign and Commonwealth Office beschäftigt.
1964 wurde er in Brüssel beschäftigt.
1965 wurde er in Rawalpindi Botschaftssekretär erster Klasse.
Im April 1978 wurde er in Kairo zum Botschaftsrat befördert.
Von 1981 bis 1983 leitete er die britisch Interest Section in Teheran.
Ab Juli 1987 war er Her Majesty Ambassador Islamabad als Pakistan 1989 dem Commonwealth of Nations beitrat
wurde die Funktion entsprechend zum Hochkommissar abgewertet.
| Vorgänger                      | Amt                                            | Nachfolger                                     |
| ------------------------------ | ---------------------------------------------- | ---------------------------------------------- |
| Stephen Jeremy Barrett         | Britischer Botschafter in Teheran 1981–1983    | Paul Andrew Ramsay                             |
| Richard Alexander Fyjis-Walker | Britischer Hochkommissar in Pakistan 1987–1994 | Alastair Christopher Donald Summerhayes MacRae |